# Roberto Rastapopoulos
Roberto Rastapopoulos est un personnage de fiction des Aventures de Tintin ; il fait figure de pire ennemi de Tintin.
Rastapopoulos est un riche homme d'affaires qui, sous le couvert d'activités apparemment honnêtes, gère des organisations criminelles. C'est un ennemi récurrent de Tintin. Dans Vol 714 pour Sydney, il se présente lui-même comme un « génie du mal ». Au cours de cet album, on apprend aussi qu'il a ruiné ses parents, ses trois frères et ses deux sœurs.

## Histoire

### Chef d'un cartel de trafiquants d'opium
Sa première apparition se situe dans Les Cigares du pharaon (publié dans Le Petit Vingtième, du 8 décembre 1932 au 8 février 1934) où il mène une activité de producteur de cinéma, en tant que P.-D.G. de la firme Cosmos Pictures (un personnage lui ressemblant figure toutefois dans une image de la page 57 de l'album précédent, Tintin en Amérique). Tintin fait avec lui une rencontre déplaisante à bord de l’Époméo, puis le retrouve dans le désert Arabique, où il tourne un film (Haine d'Arabe ; en anglais The Sheik's Hatred). Lors de cette deuxième rencontre avec Tintin, Rastapopoulos se montre cordial, et rien n'indique qu'il se livre à des activités illégales. À la fin de l'album, Tintin part à la poursuite du « Grand Maître » du cartel de trafiquants d'opium, dont l'identité demeure un mystère après sa chute au fond d'un ravin.
Dans Le Lotus bleu, qui suit Les Cigares du pharaon, Tintin retrouve Rastapopoulos à Shanghai. Ce n'est qu'à la fin de ce deuxième album que Rastapopoulos se révèle être le « Grand Maître », qui a survécu à sa terrible chute. À la fin du Lotus bleu, Rastapopoulos et son complice japonais Mitsuhirato sont arrêtés et leur organisation criminelle démantelée.

### Milliardaire et chef d'un trafic d'esclaves
Il ressurgit dans Coke en stock : sous le nom de marquis di Gorgonzola, il est propriétaire de divers médias (presse écrite, télévision), de compagnies de transport maritime et marchand d'armes. À ses activités légales s'ajoute la traite négrière, ses compagnies maritimes lui servant à alimenter un trafic d'esclaves au Moyen-Orient. Pour garantir le secret de ses opérations, il aide le cheik Bab el Ehr à prendre le pouvoir au Khemed via un coup d'État. 
Tout en dirigeant à distance ses opérations, il mène une vie de membre de la jet set et fréquente des personnalités comme Bianca Castafiore, qui ignorent tout de ses activités. Ce dernier aspect du personnage est inspiré de la vie d'Aristote Onassis : milliardaire invitant des personnalités sur son yacht (dont une diva), aux activités peut-être à la limite de la légalité et controversées.
Démasqué et sur le point d'être arrêté, il fait délibérément couler son hors-bord et, s'étant ainsi fait passer pour mort, s'échappe à bord d'un sous-marin de poche.

### Dernière apparition certaine
Dans Vol 714 pour Sydney, il kidnappe le milliardaire Laszlo Carreidas pour obtenir de lui les codes secrets permettant d'avoir accès à ses comptes bancaires en Suisse : il trouve en effet plus facile d’accaparer la fortune de Carreidas que de devoir gagner à nouveau lui-même son argent. Dans cette histoire, Hergé le ridiculise volontairement, en le représentant habillé de manière voyante et vulgaire, avec chapeau et bottes de cow-boy, et en le faisant se comporter de manière colérique et grotesque. L'auteur déclare à ce sujet : « En cours de récit, je me suis rendu compte qu'en définitive, Rastapopoulos et Allan n'étaient que de pauvres types. Oui, j'ai découvert ça après avoir habillé Rastapopoulos en cow-boy de luxe : il m'est apparu tellement grotesque, accoutré de cette façon, qu'il a cessé de m'en imposer ! »
À la fin de l'album, Rastapopoulos est capturé par des extraterrestres : il utilise en effet comme quartier général l'île de Pulau Pulau Bompa (« îles Bompa » en indonésien), située au large de la mer des Célèbes (Indonésie), qui sert aux visiteurs de l'espace de point de contact avec les humains. La dernière apparition de Rastapopoulos le voit hypnotisé et emmené avec ses complices par les extraterrestres à bord de leur soucoupe volante.

### Autres apparitions
Dans l'album inachevé Tintin et l'Alph-Art, Hergé a mis en scène un personnage de méchant, Endaddine Akass, dont la voix et les intonations rappellent quelqu'un à Tintin. Une page révélant qu'Akass et Rastapopoulos ne font qu'un avait été entamée par Hergé : absente de la première édition de l'album en 1986, elle est reproduite dans l'édition de 2004. Dans la conclusion de l'album pirate d'Yves Rodier, qui propose une version achevée de l'histoire, il est également révélé qu'Endaddine Akass est Rastapopoulos. Dans la version envisagée par Hergé comme dans celle de Rodier, Rastapopoulos s'est fait refaire le nez et dissimule ses traits derrière des postiches.
Rastapopoulos apparaît également dans le dessin animé Tintin et le Lac aux requins et l'album dérivé, sur un scénario de Greg, où il dirige des opérations machiavéliques depuis une base secrète sous-marine.
Un personnage ressemblant à Rastapopoulos apparaît également dans une case de Tintin en Amérique, album antérieur aux Cigares du pharaon, mais, le personnage en question n'étant pas nommé, seule cette ressemblance permet à certains tintinologues de l'identifier comme Rastapopoulos. On notera toutefois qu'il porte le monocle à gauche, et non à droite comme le fait l'authentique Rastapopoulos. Il pourrait s'agir d'un simple archétype d'Hergé.

### Hommage àHergé
Jacques Martin publie en 1983 dans le magazine (À suivre) deux planches pour un Hommage à Hergé dans lequel Rastapopoulos rencontre ses personnages Alix et Enak dans l'antique cité de Delphes.
Rastapopoulos y apparaît vêtu de ses habits déchirés de la fin de Vol 714 pour Sydney, Jacques Martin donnant ainsi comme une suite à sa dernière apparition dans l'œuvre d'Hergé. 
Rastapopoulos explique aux deux héros martiniens sa tristesse d'avoir perdu ses compagnons et son maître qui sont « depuis peu dans l'Olympe », tout en regrettant que son maître ne l'ait pas aimé pour l'avoir ainsi « fortement typé ». Après avoir joué un tour à Enak au moyen d'un cigare-attrape, il déclare ne pas vouloir rejoindre ses compagnons car il peut « encore jouer des tas de rôles dans des histoires à péripéties », et manifeste son intérêt pour les trésors accumulés en hommage à Apollon.
Mais Alix lui explique sagement que l'époque antique n'est pas la sienne, que ses compagnons doivent être tristes de son absence car il « fait partie de leur monde », et que son maître l'a « fait vivre avec amour ». Rastapopoulos s'élance alors joyeusement sur le chemin de l'Olympe pour les rejoindre.
Ces deux planches Hommage à Hergé ont été de nouveau publiées dans l'album Images d'Alix paru en 1992 chez Hélyode Editions, ainsi qu'en petit format dans l'album La voie d'Alix - entretiens avec Jacques Martin paru en 1999 chez Dargaud

## Apparence et personnalité
Physiquement, il se distingue par un nez très proéminent, comparé par son acolyte Allan Thompson à celui d'un singe nasique dans Vol 714 pour Sydney. Il porte un monocle et s'habille avec une élégance plutôt ostentatoire. 
C’est un personnage calculateur, influent et intelligent mais cependant grotesque, qui devient même vulgaire dans Vol 714 pour Sydney, avec chapeau et bottes de cow-boy, et un comportement colérique. Il est dépeint comme particulièrement dangereux et dénué de scrupules. Hergé le décrit ainsi : « Rastapopoulos ne représente exactement personne en particulier. Tout est parti d'un nom, nom qui m'avait été suggéré par un ami ; et tout s'est articulé autour de ce nom. Rastapopoulos, pour moi, est plus ou moins grec levantin (sans plus de précision), de toute façon apatride, c'est-à-dire (de mon point de vue à l'époque) sans foi ni loi !… Un détail encore : il n'est pas juif ! » Il sait s'entourer de complices judicieusement choisis pour leur absence totale de morale.

## Analyse

### Origine
Le prénom du personnage, Roberto, est d’origine italienne (ainsi que son nom d’emprunt dans Coke en Stock, le marquis di Gorgonzola). Son nom, Rastapopoulos, a une consonance grecque, car il s'agit d'un patronyme grec contemporain. Les deux premières syllabes sont celles du mot rastaquouère, cohérent avec son élégance ostentatoire. Pour Jean-Marie Apostolidès, son nom se prononce à la manière de Méphistophélès, figure du diable :
| Phonème                            | Méphistophélès | Rastapopoulos |
| ---------------------------------- | -------------- | ------------- |
| Voyelle dominante                  | é              | a             |
| Syllabes répétées                  | phis - phé     | po - pou      |
| Une sifflante devant une occlusive | isto           | asta          |

Les traits de Rastapopoulos rappellent ceux du banquier malhonnête « Blumenstein » dans la version originale de L'Étoile mystérieuse de 1942, inspirés des caricatures antisémites de l'époque, ce qui vaut à Hergé des reproches et le pousse à changer l'apparence dudit banquier et son nom en « Bohlwinkel », tandis que Rastapopoulos hérite du nez proéminent et de la cupidité de « Blumenstein ».

### L'organisation criminelle
Le réseau du crime que dirige Rastapopoulos dans Les Cigares du pharaon et Le Lotus bleu a toutes les apparences d'une secte. Ses membres sont liés par un secret et sont d’une fidélité absolue au Grand Maître, personnifié par Rastapopoulos. Lors de leurs réunions, pour ne pas se reconnaître, ils portent une cagoule, qui rappelle celle des membres du Ku Klux Klan, mais leurs actes les rendent aisément identifiables. Pour parvenir jusqu’à eux, mots de passe et tatouages sont de rigueur.
Les criminels sont organisés, puisque des hommes comme Mitsuhirato dirigent des antennes régionales, Shanghai dans son cas. Les membres de l'organisation ont infiltré la société et s’y dissimulent sous un faux visage. L’organisation a une portée internationale (Égypte, Inde, Chine et même Europe) et se sert, pour assurer son pouvoir et sa richesse, de moyens tels que l’hypnose, la magie, la drogue, ainsi que le radjaïdjah, le poison qui rend fou.

### Relations avec Tintin
Le combat de Tintin contre son ennemi est inégal dès le départ. Rastapopoulos se cache sous une fausse identité, il dirige une organisation efficace et il a fait la preuve de sa liberté et de sa rapidité,. Comme tout vrai distributeur d’opium qui se respecte, il est séducteur.
Il apparaît la première fois de manière brutale, et Tintin l’empêche de frapper le professeur Siclone. La seconde fois, Rastapopoulos se présente comme un producteur de cinéma et montre un visage protecteur, comme un père qui dissimule en fait le diable. Jean-Marie Apostolidès compare cette rencontre à la pièce de théâtre L'École des femmes, de Molière, où le héros se confie constamment à son pire ennemi, qu’il ne reconnaît pas comme tel. Tintin va donc jusqu’à serrer la main de Rastapopoulos en toute confiance. D’où la surprise de Tintin à la fin du Lotus Bleu, quand Rastapopoulos, sûr de sa victoire, révèle son vrai visage. Dans Vol 714 pour Sydney, sous l'effet d'un sérum de vérité, on apprend qu'il se considère comme un Génie du Mal et comme le plus grand ennemi de Tintin.

## Filmographie
Les acteurs ayant prêté leurs voix à Rastapopoulos sont Roger Midrolet (Les Cigares du Pharaon et Le Lotus Bleu, version de Roland Ravez pour disques Decca), Fernand Rauzena (feuilletons de la RTF et disques dérivés), Serge Nadaud (Tintin et le Lac aux Requins) et Serge Sauvion (dessins animés Ellipse).

### Longs métrages d'animation
- Tintin et le Lac aux requins (1972)

### Série animée
- Les Aventures de Tintin (série animée de 39 épisodes, 1991)

## Jeux vidéo
- 2001 : Tintin : Objectif Aventure sur PlayStation et PC (« Boss final » du jeu).